# Mariage (film, 1974)
Pour les articles homonymes, voir Mariage (homonymie).
Pour plus de détails, voir Fiche technique et Distribution.
Mariage est un film français réalisé par Claude Lelouch, sorti en 1974.

## Synopsis
Le 5 juin 1944 les jeunes mariés s'installent dans une maison de St-Aubin sur Mer. Le jour d'après le jeune homme devient héros de résistance malgré lui. Henri et Janine participent chaque année à la cérémonie de célébration de la Libération. Après des années vécues ensemble, le couple commence à parler de divorce. Enfin, Henri quitte Janine mais après quelque temps il rentre et déclare qu'ils ont encore de belles années à vivre ensemble.

## Fiche technique
- Titre : Mariage
- Réalisateur : Claude Lelouch, assisté d'Alain Basnier
- Musique : Francis Lai
- Pays d'origine :  France
- Langue : français
- Genre : comédie dramatique
- Durée : 100 minutes
- Date de sortie : 31 décembre 1974

## Distribution
- Rufus : Henri
- Bulle Ogier : Janine
- Marie Déa : la propriétaire
- Caroline Cellier : la jeune mariée
- Bernard Le Coq : le jeune marié
- Harry Walter : le résistant barbu
- Charles Gérard : un ancien combattant
- Gérard Dournel : un ancien combattant
- Jean Solar : le général Tremblay
- Germaine Lafaille : la femme du général
- Oscar Freitag : l'officier allemand
- Marc Vadé : Albert à 10 ans
- Alain Basnier : Albert à 20 ans
- Léon Zitrone : lui-même